# Hans Walther (Konteradmiral)

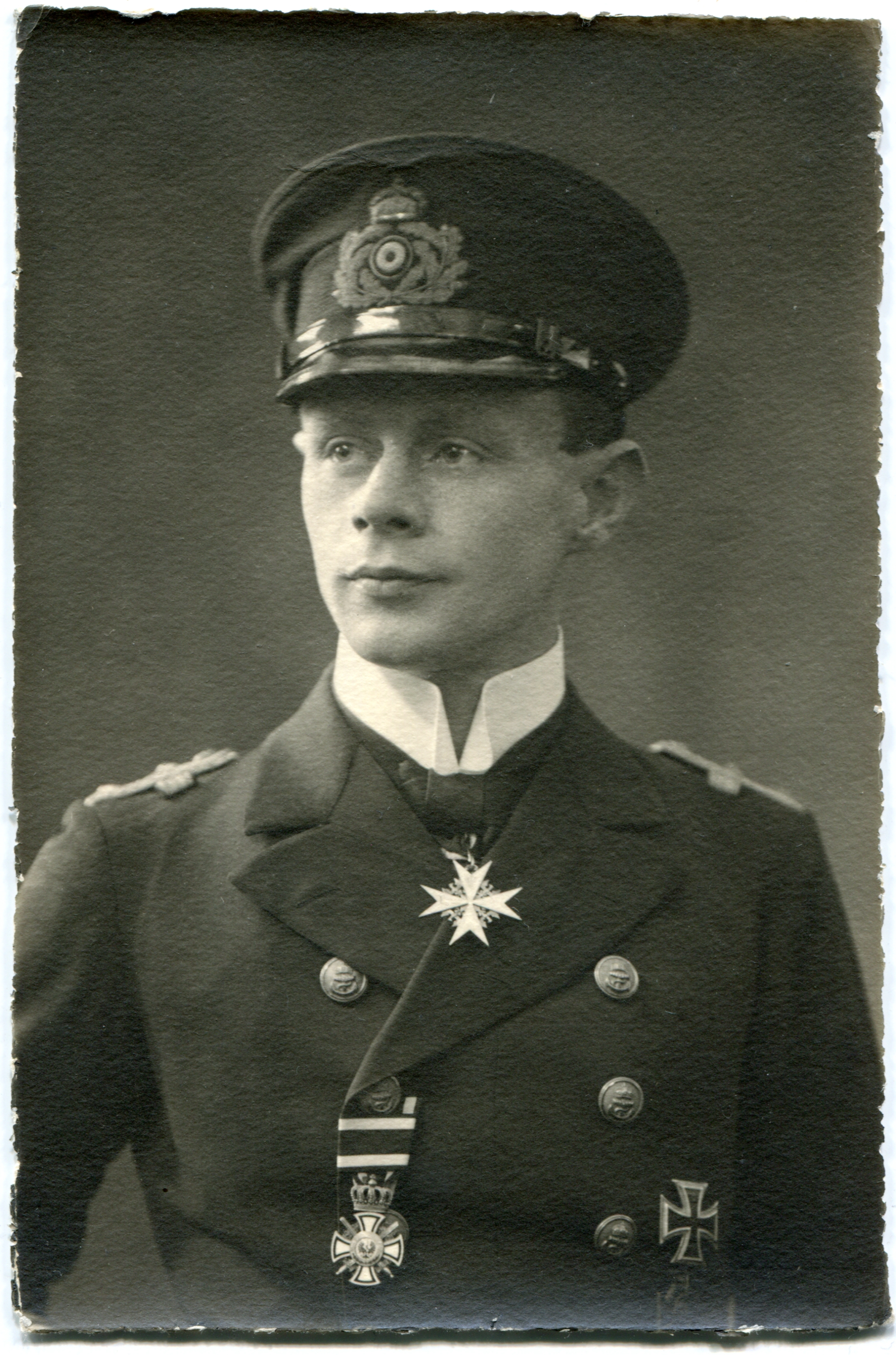
Hans Walther

Hans Walther (* 25. Dezember 1883 in Patschkau, Provinz Schlesien; † 4. Januar 1950 in Koblenz-Ehrenbreitstein) war ein deutscher U-Boot-Kommandant im Ersten Weltkrieg, Chefredakteur der Kieler Zeitung und Konteradmiral im Zweiten Weltkrieg.

## Leben
Walther trat am 1. April 1902 in die Kaiserliche Marine ein. Nach seiner Grundausbildung und an Bord des Schulschiffes Stosch absolvierte er die Marineschule. Anschließend versah er seinen Dienst auf dem Linienschiff Elsass, avancierte Ende September 1905 zum Leutnant zur See und kam im Oktober an Bord des Linienschiffes Preußen. Dort stieg er Ende März 1908 zum Oberleutnant zur See auf, war von Oktober 1908 bis September 1910 Kompanieoffizier in der I. Torpedodivision in Kiel und wurde zeitweise zugleich als Wachoffizier auf den Torpedobooten S 144 sowie S 145 eingesetzt. Anschließend erfolgte seine Verwendung in gleicher Eigenschaft in der I. Werftdivision, bis er Ende April 1911 ein Bordkommando als Torpedooffizier auf der Geier erhielt. Mit dem Kleinen Kreuzer verlegte Walther auf die Ostafrikanische Station und lief Ende Oktober ins Mittelmeer. Von Port Said trat Walther Ende Mai 1912 die Heimreise nach Deutschland an. Nach einer Verwendung als Kompanieoffizier in der 1. Matrosendivision wurde er am 1. Oktober 1912 zur Verfügung der Inspektion des Torpedowesens gestellt und absolvierte eine U-Boot-Ausbildung, in dessen Verlauf er zum Kapitänleutnant befördert wurde.
Bei der Mobilmachung anlässlich des Ersten Weltkriegs kam Walther als Wach- und Torpedooffizier an Bord des Kleinen Kreuzers Augsburg und beteiligte sich an der Beschießung des russischen Hafens Libau sowie an verschiedenen Minenunternehmen in der Ostsee. Ende Februar 1915 war er kurzzeitig an der U-Boots-Schule und hatte vom 8. März bis zum 26. Dezember 1915 das Kommando über U 17. Am 1. Januar 1916 erfolgte seine Kommandierung zur Baubelehrung des sich in der Fertigstellung befindlichen neuen Bootes U 52 auf der Germaniawerft. Bei der Indienststellung wurde Walther am 16. März 1916 zum Kommandanten dieses U-Bootes ernannt. Das der II. U-Boot-Flottille zugeteilte Boot konnte am 19. August 1916 den britischen Leichten Kreuzer Nottingham durch drei Torpedotreffer versenken. Nachdem er bereits beide Klassen des Eisernen Kreuzes erhalten hatte, wurde Walther für diese Tat mit dem Ritterkreuz des Königlichen Hausordens von Hohenzollern mit Schwertern ausgezeichnet. Bei einer weiteren Unternehmung gelang es ihm, das aus dem Mittelmeer kommende französische Linienschiff Suffren in internationalen Gewässern vor Portugal zu versenken. Auf Vorschlag des Admiralstabes verlieh Kaiser Wilhelm II. ihm am 9. Januar 1917 die höchste preußische Tapferkeitsauszeichnung, den Orden Pour le Mérite. Neben dem britischen U-Boot C 34, dessen einzigen Überlebenden U 52 retten konnte, versenkte Walther weitere drei Hilfskriegs- und 27 Handelsschiffe.
Am 2. Oktober 1917 wurde er zum Chef der U-Flottille Flandern I ernannt, die im besetzten Brügge stationiert war. Nach der kriegsbedingten Räumung des Hafens im Herbst 1918 stand er zur Verfügung der Inspektion des U-Bootwesens und war durch das Kriegsende mit Abwicklungsarbeiten betraut.
Walter wurde in die Reichsmarine übernommen und als Referent in der Inspektion des Torpedo- und Minenwesens verwendet. Zugleich war er zeitweise Vorstand der Druckschriftenverwaltung der Marinestation der Ostsee sowie zum Stab des Befehlshabers der Seestreitkräfte der Ostsee und als Kommandant des als Wohnschiff genutzten ehemaligen Kreuzers Berlin kommandiert. Er stieg Anfang März 1921 zum Korvettenkapitän auf und war von April 1923 bis Ende Dezember 1924 als Dezernent in der Flottenabteilung im Marinekommandoamt der Marineleitung tätig. Anschließend wurde Walther zum Direktor des Ausrüstungs- und Torpedoressorts der Marinewerft Wilhelmshaven ernannt. Am 7. Oktober 1925 erfolgte seine Versetzung als Fürsorgeoffizier der Marinestation der Ostsee nach Kiel und in dieser Eigenschaft avancierte er am 1. April 1928 zum Fregattenkapitän. Unter Verleihung des Charakters als Kapitän zur See schied Walther am 30. September 1929 aus dem aktiven Dienst.
Nach seiner Verabschiedung war Walther als Journalist tätig und wirkte als Chefredakteur der Kieler Zeitung.
Am 1. Oktober 1936 wurde Walther als E-Offizier mit seinem Dienstgrad als Kapitän zur See mit Rangdienstalter vom 1. April 1935 reaktiviert. Er bekleidete den Posten als Gruppenleiter Marine bei der Wehrersatzinspektion Koblenz und erhielt am 27. August 1939 anlässlich des sogenannten „Tannenbergtages“ den Charakter als Konteradmiral. Während des Zweiten Weltkriegs wurde er am 1. Januar 1941 unter Verleihung des Patents zu seinem Dienstgrad zu den aktiven Truppenoffizieren überführt und zum Kommandeur des Wehrbezirkskommandos Essen I ernannt. Am 31. August 1942 wurde er abermals aus dem Dienst verabschiedet und einen Tag später zur Verfügung der Kriegsmarine gestellt, ohne dass eine weitere Mobilmachungsverwendung erfolgte.